# Michael Hitt
Michael Alford Hitt (* 24. Januar 1946) ist ein US-amerikanischer Ökonom und Hochschullehrer.

## Werdegang, Forschung und Lehre
Hitt studierte an der Texas Tech University, an der 1968 seinen BBA und ein Jahr später seinen MBA machte. Anschließend graduierte er 1974 zum Ph.D. an der University of Colorado.
Ab 1974 lehrte Hitt an der Oklahoma State University, zunächst als Assistant dann als Associate Professor. 1982 zum Professor für Management berufen, wechselte er 1983 an die University of Texas at Arlington. 1985 ging er an der Texas A&M University, ehe er 2000 einem Ruf an die Arizona State University folgte. 2003 kehrte er an die Texas A&M University zurück.
Hitts Fachgebiet liegt im Bereich Organizational Behavior. Als Autor und Ko-Autor wirkte er an über 25 Büchern zu diesem Thema mit und veröffentlichte zahlreiche Zeitschriftenartikel.
Hitt ist in mehreren wissenschaftlichen Organisationen Mitglied. Er saß als Präsident der Strategic Management Society sowie der Academy of Management vor; bei letzterer wurde er in die of Management Journals’ Hall of Fame aufgenommen. Zudem erhielt er mehrere Auszeichnungen für seine Arbeit.